# Crypsiptya nereidalis
Crypsiptya nereidalis is een vlinder uit de familie van de grasmotten (Crambidae). De wetenschappelijke naam van de soort is, als Botys nereidalis, voor het eerst geldig gepubliceerd in 1863 door Julius Lederer.